# Gildone (Italia)
Gildone è un comune italiano di 722 abitanti della provincia di Campobasso, in Molise.
È situato a sud del capoluogo.

## Geografia fisica

### Territorio
Il paese sorge in una zona collinare; il paesaggio è quello tipico della collina molisana: campi coltivati che si alternano con appezzamenti incolti e boschi che ricoprono una buona parte di territorio.

## Origini del nome
Poche e non sempre attendibili sono le notizie disponibili riguardanti l'etimologia del nome. Nel catalogo Borelliano del XII secolo d.C. il nome era Celidonia, di seguito fu Geldoniam, poi Cedrone e nel XVIII secolo Geldone. Secondo altri il toponimo è di origine Longobarda [le Gildonie, confraternite nate per soccorrere comunità disastrate da incendi o altre sciagure].

## Storia
In epoca sannitica, come è attestato dal ritrovamento di una necropoli nell'agro comunale, il territorio di Gildone era già abitato. In epoca romana era un oppidum, cioè un insediamento cittadino fortificato. L'attuale insediamento, si è sviluppato attorno al castello Longobardo, roccaforte quasi inespugnabile, da cui si poteva dominare e controllare tutto il territorio, comprese le Comunità che si affacciavano sull'alto corso del fiume Tappino e le relative strade di collegamento. Si è ingrandito, poi, con l'immigrazione degli abitanti dei feudi Quadrano e Sant' Andrea, vittime di una faida reciproca che portò all'incendio dei rispettivi casali, e con gli abitanti delle altre contrade qui affluiti per trovare riparo dalle scorrerie Saracene che imperversavano sul territorio. Al tempo di Federico II fu terra Imperiale, sede della zecca e del Baglivo (carica corrispondente a quella odierna di Giudice di pace) che aveva il mandamento giudiziario anche su alcuni Paesi limitrofi. Nel corso dei secoli anche questo paese vide l'alternarsi di diverse famiglie al potere, sino al termine della feudalità. 
Al Paese si accedeva attraverso tre grandi porte: SUPPORTICO SIRO, SUPPORTICO MUSER', SUPPORTICO GERUMIN' presidiate da tre punti di osservazione strategici: a sud dalla Torretta (ora torre dell'orologio), ad est dalla Torre incorporata poi, sviluppandosi il Paese, nella casa D'Elia (Fusk), ad ovest dal Castello che dall'alto del poggio dominava sia il nord che tutte le altre direzioni.
Con la costruzione della Appulo-Sannitica, anni 40 del 1800, il Paese ha perso la posizione dominante sulla viabilità da e per Campodipietra, Jelsi, Campobasso, Boiano, Cercemaggiore (come riportato negli atti parrocchiali del periodo Orsini in riferimento all'”Hospitalem Peregrinorum” di largo San Paolo, trasferito poi in via Annunziata) ed essendo topograficamente al di sotto della suddetta arteria, appare a coloro che provengono da Jelsi come un paese che non sta più su un colle, ma nella valle, e le case così arroccate danno l'idea di un piccolo Presepe.

### Simboli
Lo stemma e il gonfalone del Comune sono stati concessi con decreto del presidente della Repubblica del 26 giugno 2006.
(D.P.R. 26 giugno 2006)
Il gonfalone è un drappo di giallo.

## Monumenti e luoghi d'interesse
La Chiesa di San Sabino, profondamente ristrutturata tra Ottocento e Novecento, conserva in una nicchia della navata sinistra un gruppo scultoreo ligneo raffigurante Sant’Anna con Maria bambina attribuibile allo scultore campobassano Paolo Saverio Di Zinno, databile agli anni sessanta del Settecento e restaurato nel 2021.
Nella chiesa di Sant'Antonio Abate si trova un trittico avente nella lunetta il Redentore crocifisso, nel mezzo la Madonna col Bambino con l'Adorazione di sant'Antonio abate e sant'Antonio di Padova e nel basso l'Ultima cena. Nelle immediate vicinanze del paese sono presenti un sepolcreto e una fortificazione di epoca sannitica.

### La fortificazione di Gildone
Sorge nell'altura denominata "Montagna" che ha la quota massima di 902 metri s.l.m. Il circuito delle mura si segue in maniera discontinua; esso racchiude sia il pianoro superiore sia zone piuttosto accidentate, specialmente sul lato orientale e nord-orientale, da dove si gode un'ottima vista sulla valle del torrente Carapelle (affluente di destra del torrente Tappino, quest'ultimo affluente del fiume Fortore) e sul percorso del tratturo Castel di Sangro-Lucera.

### Il sepolcreto sannitico di Gildone
Il piccolo nucleo di sepolture (23 tombe) è ubicato in località Morgia della Chiusa ai limiti di un piccolo pianoro che a nord/nord-est digrada verso la vallata di Gildone. Le tombe occupano un'area stretta ed allungata e si presentano in tre raggruppamenti che possono far pensare non a momenti successivi di deposizione ma a nuclei intenzionali (familiari, ad esempio).

## Società

### Evoluzione demografica
Abitanti censiti

## Cultura

### Eventi
Il santo patrono è San Sabino che si porta in processione il 1º agosto.
Altre feste ricorrenti nel comune sono:
- la festa di Sant'Antonio con la caratteristica processione con il pane;
- la festa in onore alla Madonna delle Grazie è senza dubbio la festività più sentita dai gildonesi, che viene portata in processione il 5 agosto, giorno della festa; secondo una leggenda pare che un quadro raffigurante la Madonna sia stato ritrovato misteriosamente in un pozzo del comune di Casalvecchio di Puglia, che hanno come santa prottetrice la Madonna delle Grazie, quindi una devozione comune trasformata negli anni da pellegrinaggi reciproci.

## Amministrazione
Di seguito è presentata una tabella relativa alle amministrazioni che si sono succedute in questo comune.
| Periodo        | Periodo        | Primo cittadino     | Partito                                    | Carica  | Note  |
| -------------- | -------------- | ------------------- | ------------------------------------------ | ------- | ----- |
| 21 giugno 1985 | 7 luglio 1990  | Graziano Farinacci  | Democrazia Cristiana                       | Sindaco | [ 7 ] |
| 7 luglio 1990  | 24 aprile 1995 | Graziano Farinacci  | Democrazia Cristiana                       | Sindaco | [ 7 ] |
| 24 aprile 1995 | 14 giugno 1999 | Vincenzo Sanzò      | Partito Democratico della Sinistra         | Sindaco | [ 7 ] |
| 14 giugno 1999 | 14 giugno 2004 | Vincenzo Sanzò      | lista civica                               | Sindaco | [ 7 ] |
| 14 giugno 2004 | 8 giugno 2009  | Beniamino Tartaglia | lista civica                               | Sindaco | [ 7 ] |
| 8 giugno 2009  | 26 maggio 2014 | Beniamino Tartaglia | lista civica                               | Sindaco | [ 7 ] |
| 26 maggio 2014 | 27 maggio 2019 | Nicola Vecchiullo   | lista civica Democrazia e trasparenza      | Sindaco | [ 7 ] |
| 27 maggio 2019 | 6 giugno 2024  | Nicola Vecchiullo   | lista civica Democrazia e trasparenza      | Sindaco | [ 7 ] |
| 6 giugno 2024  | in carica      | Nicola Vecchiullo   | lista civica Comunità e futuro per Gildone | Sindaco | [ 7 ] |